# Xã Groveland, Michigan
Xã Groveland (tiếng Anh: Groveland Township) là một xã thuộc quận Oakland, tiểu bang Michigan, Hoa Kỳ. Năm 2010, dân số của xã này là 5.476 người.